# Okinsky (huyện)
Huyện Okinsky (tiếng Nga: ? райо́н) là một huyện hành chính tự quản (raion), của Buryatia, Nga. Huyện có diện tích 26555 kilômét vuông, dân số thời điểm ngày 1 tháng 1 năm 2000 là 4800 người. Trung tâm của huyện đóng ở Orlik.